# Pseudophoxinus firati
Pseudophoxinus firati är en fiskart som beskrevs av Bogutskaya, Küçük och Atalay 2006. Pseudophoxinus firati ingår i släktet Pseudophoxinus och familjen karpfiskar. Inga underarter finns listade i Catalogue of Life.